# NGC 36
NGC 36은 물고기자리 방향에 위치한 나선 은하이다.